# EO (película)
EO (en polaco, IO) es una película de drama y road movie polaco-italiana de 2022 dirigido por Jerzy Skolimowski y protagonizada por Sandra Drzymalska y Mateusz Kościukiewicz con la participación de Isabelle Huppert.
Es una reinterpretación de la película de Robert Bresson Au hasard Balthazar (1966). Se centra en un burro llamado Eo, que pasa de dueño a dueño y experimenta la alegría y el dolor de los humanos en el proceso.
La película se estrenó en competición en el Festival de Cine de Cannes el 19 de mayo de 2022. Obtuvo críticas positivas y fue galardonada con el Premio del Jurado, empatando con Le otto montagne.
Fue nominada a los Premios Oscar en la categoría de mejor película internacional.

## Argumento
La película está ambientada en el presente y seguimos a un burro gris de modesta estatura llamado Eo. En su camino de vida, el animal encuentra gente buena y mala, alegría y dolor. De un circo polaco, Eo llega a un establo de caballos. Desde allí, el animal pasa a un establo de burros, un bar de pueblo pequeño y una granja de zorros. Finalmente, el burro es transportado a través de los Alpes a un palacio italiano.
Eo parece sobrellevar sus aventuras con estoicismo. De hecho, la mente del animal está atrapada en las emociones. En sus sueños, el burro regresa con la persona más simpática que el animal ha conocido en el circo: la hermosa Cassandra.

## Reparto
- Sandra Drzymalska como Casandra
- Lorenzo Zurzolo como Vito
- Mateusz Kościukiewicz como Mateo
- Isabelle Huppert como la condesa
- Saverio Fabbri como el traficante de animales
- Lolita Chammah como Dora
- El burro Eo fue interpretado por seis burros en total: Éttore, Hola, Marietta, Mela, Rocco, y Tako.

## Producción
EO es el decimoctavo largometraje del cineasta polaco Jerzy Skolimowski, cuyo guion coescribió con Ewa Piaskowska. Ambos habían colaborado previamente en su trabajo anterior, Essential killing (2010) y Four nights with Anna (2008). Según el director polaco, es la única película que «realmente le conmovió».
Se dice que la inspiración para el nombre del protagonista de la película fue el personaje del pesimista burro Eeyore ([íor], onomatopeya del burro, traducido al español como Ígor) del libro infantil Winnie the Pooh (1926) de A. A. Milne (1882-1956).
Skolimowski y la coautora Eva Piaskowska son responsables de la producción junto con Eileen Tasca y la empresa polaca Skopia Film y la empresa italiana Alien Films. Jeremy Thomas tuvo el rol de productor ejecutivo.
La empresa de Jeremy Thomas, HanWay Films, se encarga de los derechos de distribución mundial de EO.

## Recepción
Después del estreno, en una reseña totalmente francesa del sitio web Le Film Français, 3 de los 15 críticos vieron a Eo como un favorito de la palma. La película recibió 2,7 de 4 estrellas posibles en las reseñas internacionales de la revista comercial británica Screen International y compartió el tercer lugar entre las 21 entradas de la competencia detrás de Decision to Leave (3,2) y Armageddon Time (2,8).

## Premios
Por EO, Skolimowski recibió su sexta invitación para competir por la Palma de Oro, el máximo galardón del Festival de Cine de Cannes. Allí le fue otorgado el Premio del Jurado (empatando con Le otto montagne)
| Premio                               | Fecha                   | Categoría                     | Nominado/a        | Resultado | Ref.   |
| ------------------------------------ | ----------------------- | ----------------------------- | ----------------- | --------- | ------ |
| Festival de Cannes                   | 28 de mayo de 2022      | Palme d'Or                    | Jerzy Skolimowski | Nominado  | [ 10 ] |
| Festival de Cannes                   | 28 de mayo de 2022      | Premio del Jurado             | Jerzy Skolimowski | Ganador   | [ 10 ] |
| Festival de Cannes                   | 28 de mayo de 2022      | Premio de Banda Sonora        | Paweł Mykietyn    | Ganador   | [ 11 ] |
| Premios Oscar                        | 12 de marzo de 2023     | Mejor Película Intrernacional | Polonia           | Pendiente | [ 2 ]  |
| National Society of Film Critics     | 7 de enero de 2023      | Mejor Película Extranjera     | EO                | Ganador   | [ 12 ] |
| National Society of Film Critics     | 7 de enero de 2023      | Mejor Fotografía              | Michał Dymek      | Ganador   | [ 12 ] |
| New York Film Critics Online         | 11 de diciembre de2022  | Mejor Película Extranjera     | EO                | Ganador   | [ 13 ] |
| Los Angeles Film Critics Association | 11 de diciembre de 2022 | Mejor Película extranjera     | EO                | Ganador   | [ 14 ] |
| European Film Awards                 | 10 de diciembre de 2022 | Mejor Director                | Jerzy Skolimowski | Nominado  | [ 15 ] |
| European Film Awards                 | 10 de diciembre de 2022 | Mejor Música Original         | Paweł Mykietyn    | Ganador   | [ 16 ] |